# Jonathan Plowright
Jonathan Plowright (24 septembre 1959) est un pianiste britannique.

## Carrière
Plowright est né dans le Yorkshire et étudie au stonyhurst College, dans le Lancashire. Il est médaillé d'or à la Royal Academy of Music, à Londres, où il travaille avec Alexander Kelly. Il est également récipiendaire d'une bourse Fulbright pour étudier au Peabody Conservatory de Baltimore avec Julio Esteban.
Plowright remporte le prix de l'Orchestre symphonique de Baltimore et le concours Européen de piano. Il fait ses débuts aux États-Unis au Carnegie Hall en 1984, puis en Angleterre l'année suivante au Wigmore Hall. Plowright se produit ensuite dans le monde entier en récitals et joue avec de grands orchestres et ensembles. Il fait également de nombreux enregistrements et apparaît à la radio et à la télévision.
Il travaille en faveur de compositeurs romantiques polonais négligés, Stojowski, Paderewski et Henryk Melcer, qu'il enregistre pour le label Hyperion. En 2011, il effectue le premier enregistrement du recueil Hommage à Paderewski (1942), réunissant 17 compositions de divers musiciens.
En 2012, il est nommé professeur à la Royal Scottish Academy of Music et chef du département piano à l'Université de Chichester. Il donne également des classes de maître, et est membre de jurys de concours internationaux.

## Discographie
Plowright a enregistré pour BIS, Danacord et Hyperion.
- Henryk Melcer, Concertos pour piano nos 1 et 2 - BBC Scottish Symphony Orchestra, dir. Christoph König (7-8 mars 2007, Coll. « Concerto romantique pour piano », vol. 44, Hyperion CDA67630)
- Paderewski, Sonate pour piano, op. 21 ; Variations et fugue sur un thème original, op. 11 et op. 23 (2007, Hyperion)
- Różycki, Concertos pour piano nos 1 et 2 ; Balade pour piano, op. 18 - Orchestre symphonique de la BBC, dir. Łukasz Borowicz (22-23 août 2014, Coll. « Concerto romantique pour piano », vol. 67, SACD Hyperion CDA68066) (OCLC 936492148)